# Пиеро Оперто
Пиеро Оперто (на италиански: Piero Operto) е италиански футболист, защитник, част от състава на Великият Торино.

## Кариера
Оперто играе за Казале два добри сезона с четири гола. Той все още не е навършил 22 години, когато преминава в шампиона на Италия Торино, забелязан от треньора Марио Спероне, който оказва няколко натиска върху ръководството да го привлече в Торино. Поради контузията на Вирджилио Марозо, Оперто намира място в отбора в първите мачове от сезон 1948/49. Той дебютира в Серия А срещу Рома на Стадио Филаделфия на 3 октомври 1948 г. Торино печели с 4:0, а представянето на Оперто впечатлява дори онези, които все още не го познават. В края на сезона той вече има 11 мача. Завръщането на Марозо го спира да играе повече. С Гулиелмо Габето той е единственият торинец в отбора. Въпреки, че не играе много е извикан за приятелския мач между Торино и Бенфика. Оперто губи живота си на връщане от Лисабон със своите съотборници в самолетната катастрофа в Суперга на 4 май 1949 г. Пиеро Оперто е погребан в гробището Монументале в Торино.

## Отличия
Торино
- Серия А: 1948/49